# 华纳 (印度外交官)
华纳（1973年4月7日—），印度外交官，現任印度駐柬埔寨大使。

## 經歷
華納出生於1973年4月7日。1998年，加入印度外事服務。
2016年2月至2019年1月，任印度駐雪梨總領事。2019年2月28日至2022年7月5日，任印度駐阿塞拜疆大使。
2024年9月26日，時任印度外交部聯祕的華納被任命爲下一任印度駐柬埔寨大使。2025年1月，就任。